# 龍三角
龍三角（英語：Dragon's Triangle）又稱日本龍三角、福爾摩沙三角（英語：Formosa Triangle）、惡魔海或魔鬼海（英語：Devil's Sea）。是位於西太平洋北回歸線的一塊三角形區域，與位於西大西洋北回歸線的百慕達三角一樣被稱為容易發生空難與海難的海域。

## 語源
龍三角源於英文名稱「Dragon's Triangle」。「dragon」，中文即為龍。「triangle」，中文是為三角形之意。
龍三角又譯作福爾摩沙三角，名源自於此三角海域西端台灣島在葡萄牙語的別稱──「福爾摩沙（Formosa）」。如同百慕達三角（Bermuda Triangle）以其東端百慕達群島（The Bermuda Islands）為名。
另較常見的英文名為源於日文名稱。

## 海域範圍

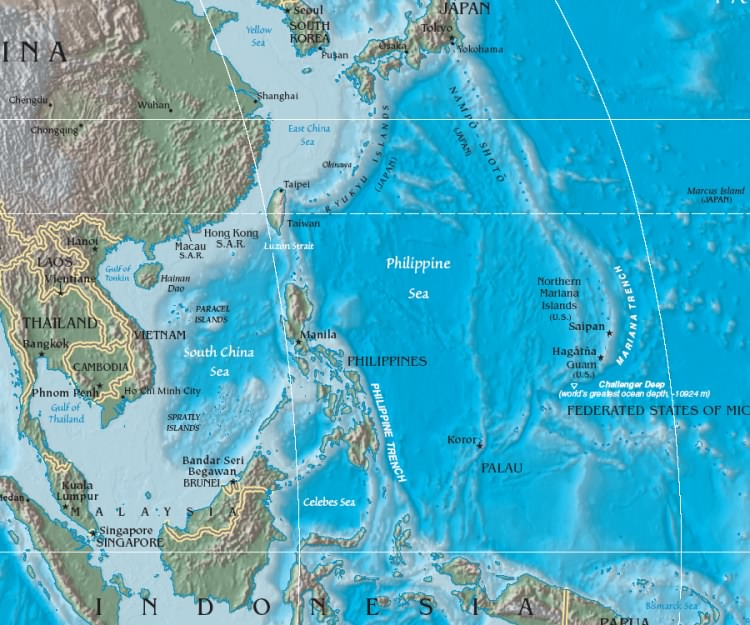
龍三角位在菲律賓海東北大半部海域。

龍三角為從西端台灣花蓮開始往東北沿著琉球群島、日本群島至北端東京，轉而沿著東經145度南下經過伊豆群島、小笠原群島、馬利亞納群島、關島至南端雅浦群島再轉向西北接回台灣花蓮的三角形海域。

## 地理環境
此海域即為菲律賓海的東北大半部。其下為菲律賓海板塊，東接太平洋海板塊，西接歐亞大陸板塊，北接北美大陸板塊。是環太平洋火山地震帶的一部份。

## 氣候與海象
受大陸與海洋氣候交互影響，此區為季風區，夏季有西南季風，冬季則為東北季風，東北季風盛行時，會有平均風力六級以上的強風出現，影響航行船隻安全。
西伯利亞大陸冷氣團與太平洋海洋暖氣團常在此區交會形成鋒面而發生雷雨。鋒面移動過程亦會形成大範圍且持久的濃霧造成能見度下降，影響海上交通。
此海域亦為西北太平洋颱風生成及經過的主要區域，颱風會產生風力7級以上的疾風，甚至16級以上的風暴，造成海上空中交通中斷。
除颱風亦有不定發生的水龍捲產生，但因觀測不易，僅有少數觀測報告。

## 失事紀錄
- 1928年2月28日，美國輪船「亞洲王子號」發出呼救信號，但美國海軍前往搜尋卻一無所獲。
- 1952年9月18日，日本漁船「第十一明神丸」返港報告海面惡浪翻滾並形成巨雲。日本科學界認為可能為海底火山爆發。於是海上保安廳派出巡邏艇「式根丸」前往調查，同時，東京水產大學亦召集一批專家以及朝日新聞記者搭另一艘海洋考察船「神鷹丸」前去。9月23日，式根丸返港報告海面新生成小島。然而，神鷹丸並未觀測到如此小島而返航。不過，由於另一艘由海上保安廳派出的測量船「第五海洋丸」自9月21日出港即音訊全無。因此展開搜救工作，卻未發現任何漂流物與油污證明失事，船隻憑空消失[5]。
- 1981年6月13日，中華民國一架BN-2A-8航機為躲避颱風轉場，於花蓮東南方航路失蹤[6]。
- 1983年5月28日，中華民國空軍一架F-5A戰機進行戰術演訓，於臺東縣三仙台附近失蹤[7]。
- 2000年2月28日，台灣砂石船「花蓮一號」頂著6級以上風力從花蓮港載運砂石出港運往淡水港途中失聯。而後於2003年9月，由國立台灣大學研究船在臺北縣石門鄉外海以聲納找到花蓮一號沈船殘骸位置[8]。
- 2001年10月5日，中華民國空軍一架F-5F雙座戰機在台東東北方外海約60浬執行例行訓練任務時飛入雲層後就失去聯絡，據空軍官員推測可能是飛行員空間迷向而失事[9]。
- 2004年6月9日，臺灣大學無人飛機探空觀測颱風計劃的一架無人飛機自恆春機場升空後不久即失聯[6]。
- 2005年2月10日，高雄籍砂石船「瑞太八號」，從花蓮港載運砂石出港運往日本石垣島失聯，雖然確認失蹤位置，但中華民國海巡署衹在蘇澳東南東方32海里處找到「瑞太八號」船上的一艘空救生筏，船隻及船員下落不明[10]。
- 2008年3月4日，中華民國空軍一架F-16A單座戰機在夜間執行任務完畢時隨即因不明原因在花蓮太康124度42浬失去聯繫，空軍宣稱“可能因空間迷向”而墜海。
- 2012年3月19日，高雄籍砂石船「海翔八號」十九日凌晨五時許，沉沒在有「台灣百慕達」海域之稱的東北角海域，造成六死、兩失蹤、七傷的船難[11]。

- 2017年11月，中華民國空軍新竹基地起飛一隊幻象2000-5，進行晚間邊隊訓練兼巡邏，不意在凌晨2時許，機隊飛行在彭佳嶼、棉花嶼一帶的東北角海域附近上空，由何子雨駕駛的幻象2000-5失聯墜海，隊長及其僚機拼命傳呼，但何子雨未有訊息回傳。稍後中華民國海軍和行政院海岸巡防署加入救援行動，為迄今為止，尚未能發現其蹤影，可能已墜海。

## 外部連結
- 日本的“百慕大三角”
- The Dragon's Triangle
- JAPAN'S DRAGON'S TRIANGLE （页面存档备份，存于）
- MUHAMMAD ISA DAWUD'S INTERVIEW WITH A MUSLIM JINNI | Jinn | Religious Belief And Doctrine （页面存档备份，存于）
- Water mythology （页面存档备份，存于）
- How the Bermuda Triangle Works （页面存档备份，存于）